# Bursaspor Basketbol 2024-2025
Questa voce raccoglie le informazioni riguardanti la sezione cestistica del Bursaspor nelle competizioni ufficiali della stagione 2024-2025.

## Stagione
La stagione 2024-2025 del Bursaspor Basketbol è la 6ª nel massimo campionato turco di pallacanestro, la Basketbol Süper Ligi.
All'inizio della nuova stagione la Federazione decise di modificare il regolamento riguardo al numero di giocatori stranieri consentiti per ogni squadra che così venne allargato a sette. Inoltre, per tutta la durata della gara, le squadre devono schierare nel quintetto in campo almeno 1 giocatore di nazionalità turca.

## Roster
Aggiornato al 5 maggio 2022.
| Bursaspor 2024-25 | Bursaspor 2024-25 |
| Giocatori         | Staff tecnico     |
| ----------------- | ----------------- |

| N. | Naz.                                            | Ruolo | Nome                 | Anno | Alt.   | Peso   |  |
| -- | ----------------------------------------------- | ----- | -------------------- | ---- | ------ | ------ |  |
| 2  | Stati Uniti (bandiera)                          | P     | P.J. Pipes           | 1999 | 188 cm | 86 kg  |  |
| 3  | Stati Uniti (bandiera)                          | PG    | Jaylon Brown         | 1994 | 183 cm | 84 kg  |  |
| 4  | Turchia (bandiera)                              | P     | Ömer Al (C)          | 1998 | 180 cm | 79 kg  |  |
| 5  | Turchia (bandiera)                              | G     | Mete Paçacı          | 2007 | 191 cm |        |  |
| 5  | Stati Uniti (bandiera)                          | P     | David DeJulius       | 1999 | 183 cm | 91 kg  |  |
| 6  | Francia (bandiera)                              | P     | David Michineau      | 1994 | 191 cm | 83 kg  |  |
| 15 | Stati Uniti (bandiera)                          | A     | Donte Grantham       | 1995 | 203 cm | 98 kg  |  |
| 18 | Turchia (bandiera)                              | C     | Osman Nurveren       | 2007 | 209 cm |        |  |
| 20 | Stati Uniti (bandiera) · Regno Unito (bandiera) | C     | Josh Sharma          | 1996 | 213 cm | 104 kg |  |
| 23 | Turchia (bandiera)                              | GA    | Sarper David Mutaf   | 2002 | 196 cm | 85 kg  |  |
| 26 | Turchia (bandiera)                              | G     | Mehmet Nihat Atalan  | 2003 | 198 cm |        |  |
| 31 | Francia (bandiera)                              | AC    | Alexandre Gavrilovic | 1991 | 206 cm | 112 kg |  |
| 32 | Turchia (bandiera)                              | AG    | Berkay Candan        | 1993 | 206 cm | 101 kg |  |
| 57 | Turchia (bandiera)                              | AG    | Nusret Yıldırım      | 1989 | 203 cm | 105 kg |  |

| Allenatore                                                                                   |
| - Serhan Kavut                                                                               |
| Assistente/i                                                                                 |
| - Evren Karademir - Serhat Şehit Legenda - (C) Capitano - (IN) Inattivo - Infortunato Roster |

## Mercato

### Sessione estiva
| Acquisti | Acquisti           | Acquisti          | Acquisti         | Acquisti |
| R.a      | Nome               | da                | Modalità         |          |
| -------- | ------------------ | ----------------- | ---------------- | -------- |
| P        | P.J. Pipes         | VEF Rīga          | svincolato       |          |
| PG       | Jaylon Brown       | Karşıyaka         | svincolato       |          |
| GA       | Sarper David Mutaf | Gran Canaria      | rinnovo prestito |          |
| AP       | Donte Grantham     | London Lions      | svincolato       |          |
| AG       | Berkay Candan      | Bahçeşehir Koleji | svincolato       |          |
| AG       | Nusret Yıldırım    | Ayos Spor         | svincolato       |          |
| C        | Josh Sharma        | London Lions      | svincolato       |          |

| Cessioni | Cessioni        | Cessioni            | Cessioni       | Cessioni |
| R.       | Nome            | a                   | Modalità       |          |
| -------- | --------------- | ------------------- | -------------- | -------- |
| P        | Erik Neal       | Studentski Centar   | fine contratto |          |
| PG       | Berk Can Akın   | UC Irvine Anteaters | fine contratto |          |
| AP       | Anthony Brown   | Türk Telekom        | fine contratto |          |
| AG       | Metin Türen     | Free agent          | fine contratto |          |
| AG       | Mike Young      | Indios Mayagüez     | fine contratto |          |
| C        | Ahmet Can Duran | Free agent          | fine contratto |          |
| C        | Semih Erden     | Free agent          | fine contratto |          |

### Dopo l'inizio della stagione
| Acquisti | Acquisti       | Acquisti         | Acquisti         | Acquisti |
| R.       | Nome           | da               | Data             | Modalità |
| -------- | -------------- | ---------------- | ---------------- | -------- |
| P        | David DeJulius | Maccabi Tel Aviv | 21 febbraio 2025 | prestito |

| Cessioni | Cessioni        | Cessioni    | Cessioni         | Cessioni    |
| R.       | Nome            | a           | Data             | Modalità    |
| -------- | --------------- | ----------- | ---------------- | ----------- |
| AG       | Nusret Yıldırım | Trabzonspor | 20 dicembre 2024 | rescissione |
| P        | P.J. Pipes      | Włocławek   | 1 febbraio 2025  | rescissione |